# Гюнтер фон Клуге
Гюнтер „Ханс“ Адолф Фердинанд фон Клуге (на немски: Günther Adolf Ferdinand von Kluge) (30 октомври 1882 – † 19 август 1944) е известен немски военачалник от Втората световна война. Роден е в град Позен в Германската империя (днес Познан в Полша), в пруско семейство на военен. Клуге израства до ранг фелдмаршал от Вермахта.

## Биография

### Произход и образование
Гюнтер фон Клуге е роден на 30 октомври 1882 г. в Позен, Германска империя. Син на пруския генерал-майор Макс Клуге. През 1899 г. се присъединява към армията като офицерски кадет от 46-и артилерийски полк и не след дълго е издигнат в чин лейтенант.
Завършва военната академия през 1911 г., след това активно служи в генералния щаб на армията.

### Първа световна война (1914 – 1918)
По време на Първата световна война е щабен-офицер и като такъв през 1916 г., участва в битката при Вердюн. От 1936 г. вече генерал-лейтенант, а след това и командир на 6-а група армии (по-късно е преименувана на 4-та армия), с която се сражава в Полката инвазия, по-късно.

### Междувоенен период
След войната се присъединява към Райхсвера и към 1 април 1923 г. достига звание майор. На 1 юли 1927 г. е възпроизведен в звание оберстлейтенант, а на следващата година в нащалник-щаб на 1-ва кавалерийска дивизия във Франкфурт. От 1 февруари 1930 г. е оберст и в същото време командир на Пруския 2-ри артилерийски полк в Шверин.

### Втора световна война (1939 – 1945)
С началото на Полската кампания през 1939 г. фон Клуге командва новата 4-та армия. Въпреки че се противопоставя на плана за нападението на запад, Клуге ръководи 4-та армия и в атаката през Ардените, която е решаваща в битката за Франция.

#### Германо-съветски фронт (1942)
След повишението в чин фелдмаршал през юли 1940 г., той продължава да е главнокомандващ на същата армия и по време на операция „Барбароса“, където поддържа обтегнати отношения с Хайнц Гудериан заради тактическите задачи при напредването на войските и често го обвинява в неподчинение.
След освобождаването на Федор фон Бок от командването на група армии „Център“ в края на 1941 г., Клуге заема поста и води съединението до раняването си през октомври 1943 г. Той често пристига със самолет, за да инспектира дивизиите под свое командване и понякога разнонобразява скуката по време на полетите, ловувайки лисици от въздуха – един доста нетрадиционен метод.
На 27 октомври 1943 г., Клуге е тежко ранен, когато колата му се преобръща на пътя между Минск и Смоленск, като не е в състояние да се върне на поста си по-рано от юли 1944 г.

#### Германо-френски фронт (1944)
Между юни и юли 1944 г. по време на съюзническото нашествие в Нормандия, Ромел командвал група армии „Б“ под управлението на фелдмаршал фон Рундщет, командващ немските войски на Запада. Въпреки това Ромел бива обвинен за объркването на плануваната германска контраатака имаща за цел връщането на съюзническите сили обратно към плажа. Поради тази причина след възстановяването на Клуге, от 2 юли 1944 г. той е назначен за главнокомандващ на немските войски на „Запад“ (на немски: Oberbefehlshaber West), като замества на тази длъжност Герд фон Рундщет (командир на група армии „Д“), който се застъпил да води преговори със съюзническите сили. Две седмици по-късно Ромел е ранен, а Клуге поема и командването на група армии „Б“, докато „пустинната лисица“ се възстановява.
След като поел командването на група армии „Б“ той забелязал, че германските части движещи се към Нормандия биват постоянно обхванати от съюзнически бомбардировъчни атаки. Поради тази причина Клуге съобщил на генерал Варлимонт (личен представител на Хитлер), че прииждащите американски танкове напредват към Граншил и Авранш. Освен това той отбелязал и подкрепящите ги по въздух американски военновъздушни сили, които застрашават почти всяко движение на немските части. Той казва:
| „                | Загубите на войници и оборудване са необикновени, а всяка тяхна атака подпомогната от бомбардировачи, нанася все по големи щети на германците. | “ |
| Гюнтер фон Клуге | |   |

През август след неуспешния опит за държавен преврат на Щауфенберг, фелдмаршала е отзован в Берлин, а поста му на командир заема Валтер Модел.

#### Противопоставяне на Хитлер и самоубийство
Ръководителят на немската военна съпротива, Хенинг фон Тресков служи като началник-щаб на група армии „Център“. Клуге се оказва въвлечен в съпротивата. Той е информиран за плана на Тресков да застреля Хитлер по време на едно от посещенията на фюрера в групата армии, като информацията идва от неговия бивш подчинен, Георг фон Бьозелагер, който служи под командването на Тресков. В последния момент Клуге отхвърля плана. По-късно Бьозелагер твърди, че, тъй като Химлер нямало да придружава фюрера, Клуге се е отказал, страхувайки се, че без елиминирането също и на Химлер ще избухне гражданска война между СС и Вермахта. 
Когато Клаус фон Щауфенберг се опитва да убие Хитлер, като част от заговора от 20 юли, Клуге е в щаб-квартирата си в Ла Рош Гайон. Главнокомандващият на окупационните войски във Франция, генерал Карл фон Щюлпнагел, и колегата му – полковник Цезар фон Хофакер (братовчед на Щауфенберг), идват при фелдмаршала. Щюлпнагел току-що е наредил арестуването на СС частите в Париж. Клуге вече е научил, че Хитлер е оцелял при опита за покушение и отказва да осигури каквато и да е поддръжка. Той казва:

| „                | Да, само ако свинята бе умряла!. | “ |
| Гюнтер фон Клуге |                                  |   |

След провала на заговора Клуге е привикан в Берлин на среща с фюрера. Опасявайки се, че ще бъде наказан като конспиратор, той се самоубива, като поглъща цианид, близо до бойните полета на Вердюн. Клуге оставя писмо на Хитлер, в което го съветва да сключи мир и да „сложи край на безнадеждната борба, когато е необходимо...“ Хитлер предава писмото на Алфред Йодъл и коментира: „Има сериозни основания да се смята, ако Клуге не се бе самоубил, така или иначе щеше да бъде арестуван.“ 
Прякорът на Гюнтер фон Клуге сред подчинените му войници и офицери е „Умният Ханс“ (на немски: der kluge Hans). Ханс всъщност не е част от името му, а прякор, получен в началото на кариерата му – като признание за хитростта му (klug на немски означава „умен“) и също така е свързан с любопитна препратка към известния тогава кон Умният Ханс, който има репутацията, че може да смята и помни дати.

## Цитирана литература